# Alina Rynio
Alina Rynio – polska psycholog i pedagog, profesor nauk społecznych.

## Życiorys
W 1979 ukończyła studia magisterskie z teologii, natomiast w 1983 studia magisterskie z psychologii. Uzyskała doktorat (1992) na podstawie pracy pt. Wychowanie młodzieży w nauczaniu kardynała Stefana Wyszyńskiego i habilitację (2004) na podstawie dorobku naukowego i pracy pt. Integralne wychowanie osoby w myśli Jana Pawła II w zakresie nauk humanistycznych w Katolickim Uniwersytecie Lubelskim Jana Pawła II. Obecnie pełni funkcję adiunkta w Katedrze Pedagogiki Chrześcijańskiej i Biografistyki Pedagogicznej w Instytucie Pedagogiki KUL.
Postanowieniem Prezydenta RP z dnia 21 listopada 2022 otrzymała tytuł profesora nauk społecznych.

## Wybrane publikacje
- Idea narodu i odpowiedzialności za naród w kazaniach milenijnych Sługi Bożego Kardynała Stefana Wyszyńskiego. Studium homiletyczno-pedagogiczne (2020)
- Wychowanie do odpowiedzialności. Studium teorii i praktyki pedagogiki integralnej (2019)
- "Bo po to jest pamięć by żyła obecność” (2015)[3]

## Odznaczenia
- Pro Ecclesia et Pontifice (Watykan, 2022)[4]